# I'm Here
I'm Here es un cortometraje del director norteamericano Spike Jonze, estrenado el año 2010 en el Sundance Film Festival. Trata sobre la relación romántica de dos robots, Sheldon (Andrew Garfield) y Francesca (Sienna Guillory), en la ciudad de Los Ángeles, California, donde los humanos y los robots conviven a diario y en normalidad. Fue financiada por la marca sueca Absolut Vodka.

## Argumento
El bibliotecario Sheldon es un androide de cabeza cuadrada tipo CPU y de personalidad tímida y algo melancólica, que lleva una vida rutinaria y solitaria, hasta que un día mientras espera el autobús conoce a Francesca, alegre, amistosa y disipada. Pese a sus diferencias, experimentan juntos una relación romántica hasta que Francesca comienza a perder partes de su cuerpo robótico a causa de golpes y accidentes. Sheldon se dedica a cuidarla y para ello, le va entregando partes de su cuerpo para que las reemplace, hasta que solo queda su cabeza. Tiene como principal relato el amor y la entrega.
- Datos: Q4535688